# Tricoceps angulata
Tricoceps angulata är en insektsart som beskrevs av Peláez 1935. Tricoceps angulata ingår i släktet Tricoceps och familjen hornstritar. Inga underarter finns listade i Catalogue of Life.